# Surfing na letních olympijských hrách
Surfing na letních olympijských hrách je součástí olympijského programu od roku 2020. Surfing byl mezi olympijské sporty zařazen z rozhodnutí Mezinárodního olympijského výboru (MOV) v roce 2016, a to pro nejbližší následující letní olympijské hry (LOH), neboť si jej vybrali jejich organizátoři pro rozšíření programu olympiády. V roce 2020 schválil MOV tento sport i pro další LOH.
Olympijskou premiéru si surfing odbyl na Letních olympijských hrách 2020 v Tokiu, které se kvůli pandemii covidu-19 uskutečnily v roce 2021. V rámci Letních olympijských her 2024 v Paříži se závody v surfingu odehrávají na Tahiti (Teahupo'o) v Tichém oceánu.

## Medailové pořadí zemí
| Pořadí | Země                         | Zlato | Stříbro | Bronz | Celkem |
| ------ | ---------------------------- | ----- | ------- | ----- | ------ |
| 1.     | Brazílie (BRA)               | 1     | 0       | 0     | 1      |
| 1.     | Spojené státy americké (USA) | 1     | 0       | 0     | 1      |
| 3.     | Japonsko (JPN)               | 0     | 1       | 1     | 2      |
| 4.     | Jihoafrická republika (RSA)  | 0     | 1       | 0     | 1      |
| 5.     | Austrálie (AUS)              | 0     | 0       | 1     | 1      |
| Celkem | Celkem                       | 2     | 2       | 2     | 6      |